# Małyszomania

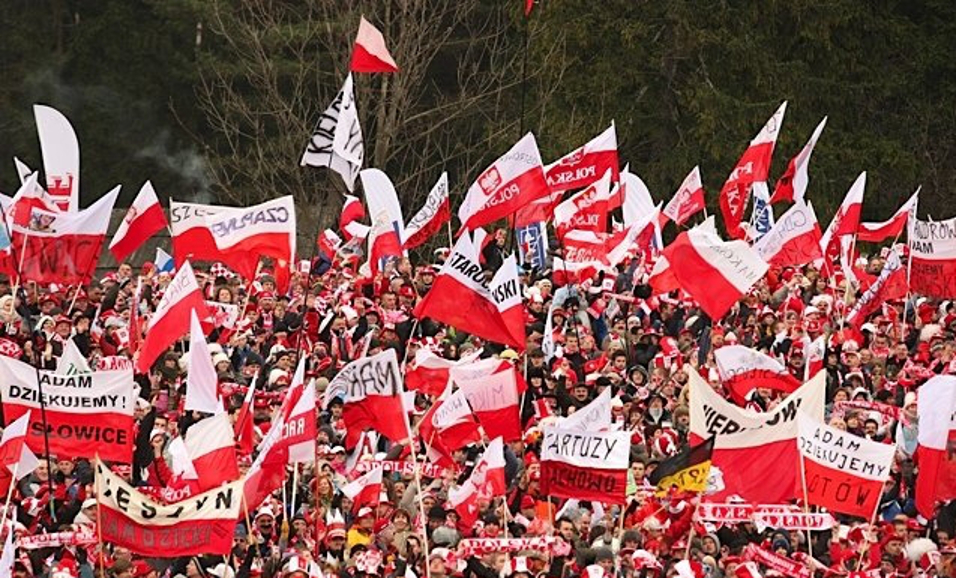
Kibice Adama Małysza, podczas benefisu zorganizowanego na jego cześć w 2011 r.

Małyszomania – zjawisko społeczne, polegające na masowym zainteresowaniu skokami narciarskimi w Polsce w pierwszej dekadzie XXI wieku, będącym skutkiem sukcesów sportowych Adama Małysza.

## Geneza i charakter zjawiska

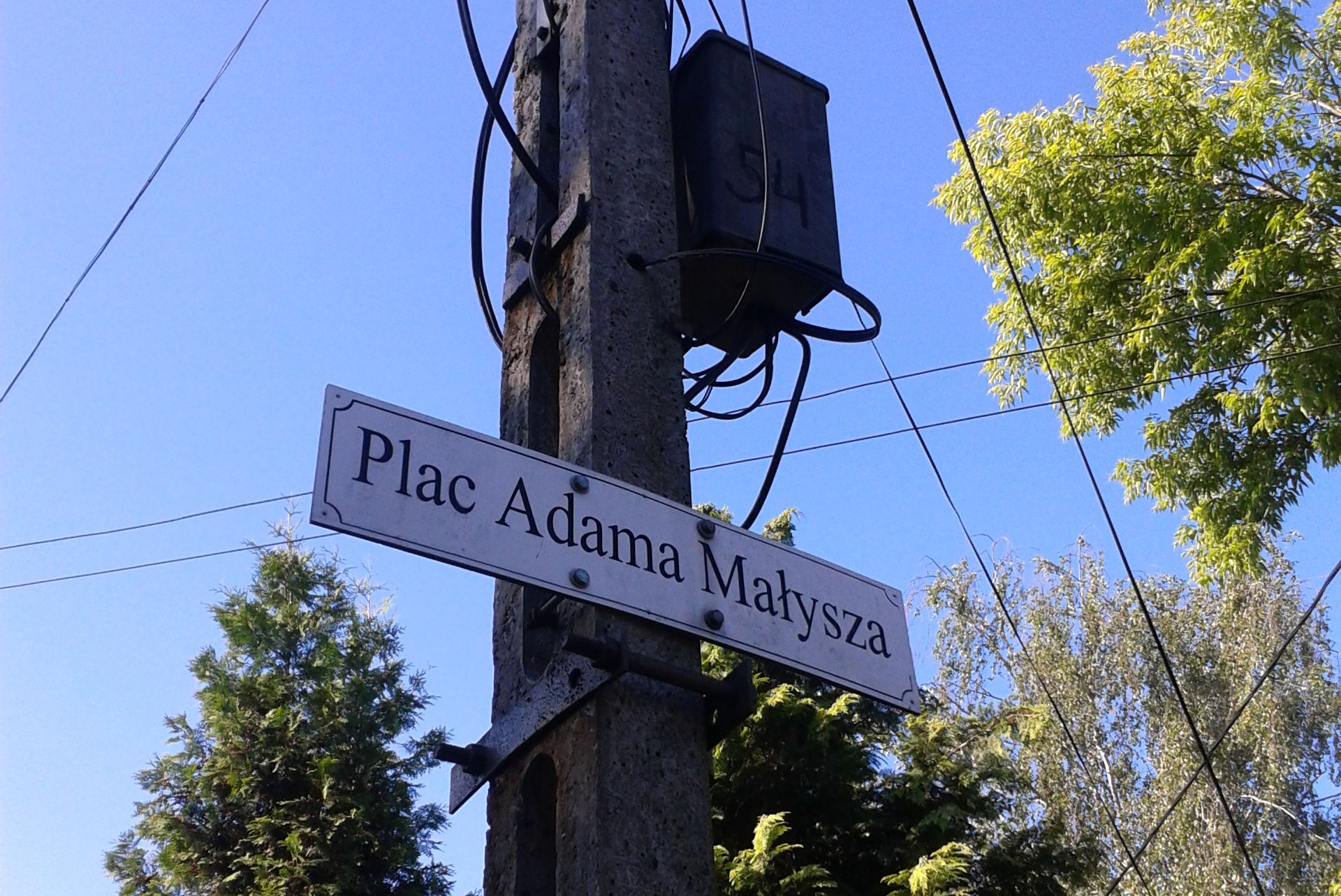
Plac Adama Małysza, nazwa nieoficjalna. Osiedle Przyjaźń w Warszawie

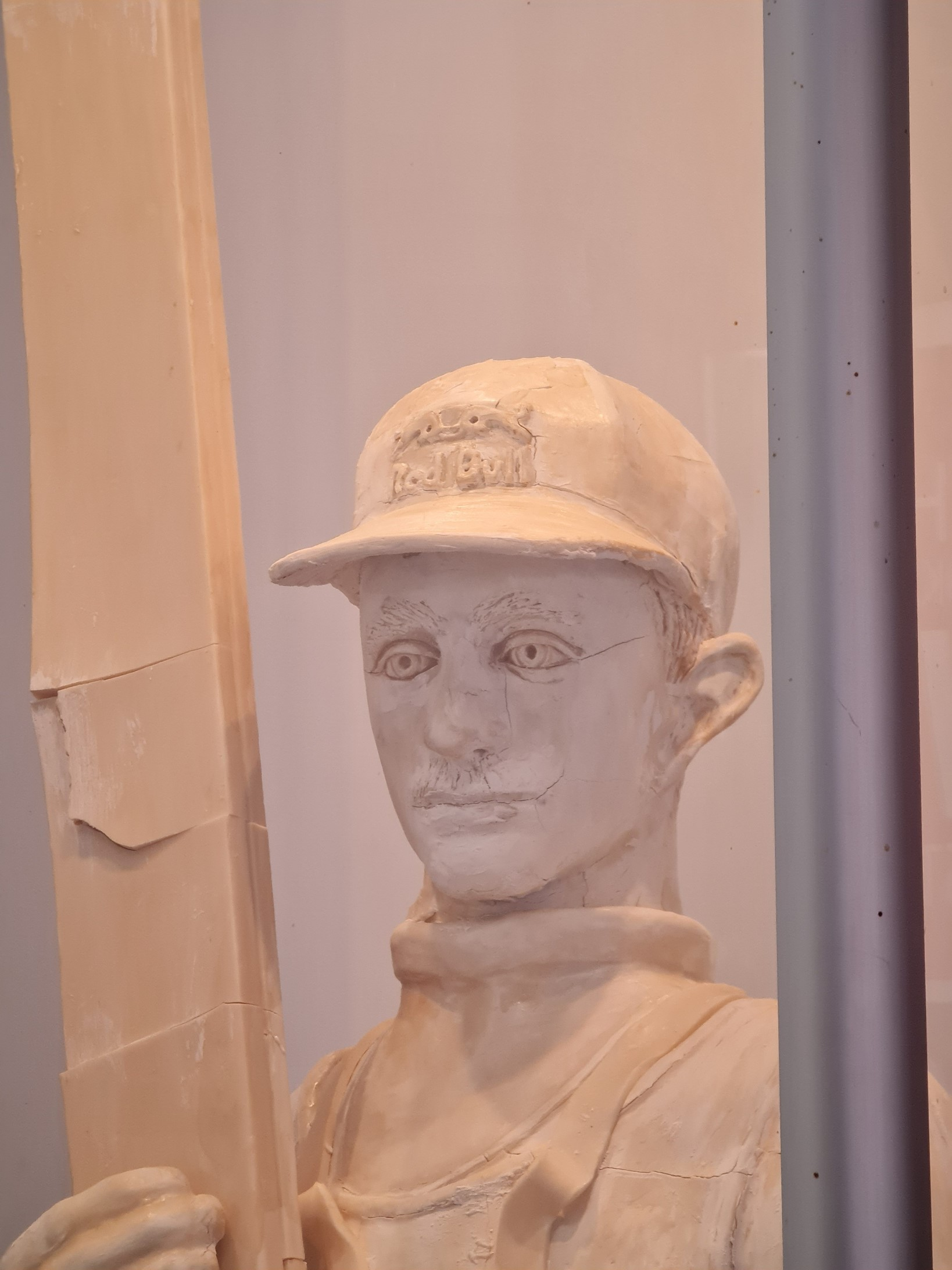
Rzeźba przedstawiająca Adama Małysza, wykonana z białej czekolady

Zjawisko małyszomanii zapoczątkowało zwycięstwo w 49. Turnieju Czterech Skoczni (finałowy konkurs rozegrany 6 stycznia 2001 r. w Bischofshofen Adam Małysz wygrał różnicą ponad 30 punktów, zaś w klasyfikacji Turnieju jego przewaga nad drugim Janne Ahonenem wyniosła ponad 100 punktów) i późniejsza seria sukcesów, przypieczętowaną wygraną „Orła z Wisły” w klasyfikacji generalnej Pucharu Świata w skokach narciarskich w sezonie 2000/2001. Adam Małysz powtarzał sukcesy także w następnych sezonach wygrywając klasyfikację generalną Pucharu Świata także w sezonach: 2001/2002, 2002/2003 i 2006/2007.

### Popularność transmisji telewizyjnych
W okresie małyszomanii, telewizyjne transmisje konkursów skoków narciarskich na kanałach TVP1 i Eurosport przyciągały wielomilionową widownię. Komentowane były przez sprawozdawców sportowych (m.in. Włodzimierza Szaranowicza). Transmisje niektórych konkursów były najpopularniejszymi audycjami telewizyjnymi dekady. Rekord oglądalności osiągnęła transmisja konkursu olimpijskiego w Salt Lake City, którą śledziło 17 milionów widzów. Transmisje telewizyjne często oglądano w pubach i barach; z nich miano „kultowego” wśród kibiców Małysza zyskał Bar Bracki U Bociana w Wiśle. 
| Lp. | Data       | Konkurs        | Oglądalność (RCH) | Oglądalność (AMR) |
| --- | ---------- | -------------- | ----------------- | ----------------- |
| 1   | 10.02.2002 | Salt Lake City | 20 640 388        | 11 166 474        |
| 2   | 13.02.2002 | Salt Lake City | 20 455 135        | 13 259 612        |
| 3   | 28.02.2003 | Val di Fiemme  | 19 478 572        | 11 460 787        |
| 4   | 18.01.2003 | Zakopane       | 19 299 869        | 12 197 144        |
| 5   | 23.02.2003 | Val di Fiemme  | 18 780 373        | 10 158 697        |
| 6   | 22.02.2003 | Val di Fiemme  | 18 406 978        | 10 661 695        |
| 7   | 18.01.2004 | Zakopane       | 18 204 390        | 10 394 474        |
| 8   | 17.01.2004 | Zakopane       | 17 779 897        | 11 108 650        |
| 9   | 9.03.2003  | Oslo           | 17 764 056        | 10 224 568        |
| 10  | 20.01.2002 | Zakopane       | 17 626 408        | 11 418 130        |

| 1999-2000 | 2000-2001 | 2001-2002 | 2002-2003 | 2003-2004 | 2004-2005 | 2005-2006 | 2006-2007 | 2007-2008 | 2008-2009 | 2009-2010 | 2010-2011 |
| --------- | --------- | --------- | --------- | --------- | --------- | --------- | --------- | --------- | --------- | --------- | --------- |
| 1 620 000 | 5 147 000 | 6 669 000 | 6 618 000 | 4 898 000 | 5 360 000 | 4 274 000 | 4 874 000 | 3 853 000 | 3 553 000 | 3 383 000 | 3 865 000 |

Średnia widownia transmisji w latach 1999-2011 wynosiła 4,7 mln widzów, co przełożyło się na 272 mln zł wpływów Telewizji Polskiej z reklam.

### Zjawisko kibicowania
Innym przejawem małyszomanii były masowe wyjazdy kibiców na konkursy skoków. Już tydzień po zwycięstwie Adama Małysza w Turnieju Czterech Skoczni, na konkursy w Harrachovie przyjechało kilkanaście tysięcy osób z Polski. Szczególną popularnością cieszyły się konkursy Pucharu świata w Zakopanem. Do historii przeszedł konkurs przeprowadzony w 2002 roku z udziałem 100 tysięcy kibiców. Dziennikarz sportowy Sebastian Szczęsny tak go wspomina:
Było po północy, a z naszych okien widzieliśmy, że ludzie idą na skocznię. Czternaście godzin przed zawodami! Niewiarygodne. To cud, że tam nie doszło do tragedii, że nikt nie zginął, ludzie weszli bez biletów, a przecież trzeba było wpuścić jeszcze tych z wejściówkami! Ani wcześniej, ani później żaden sportowiec nie wzbudził u kibiców takiego amoku! Było ich wtedy, na tamtych zawodach, ponad dwa razy więcej niż mogły pomieścić trybuny Wielkiej Krokwi.
Natomiast we wspomnieniach ówczesnego prezydenta Aleksandra Kwaśniewskiego wydarzenia te zapisały się następująco:
Jako prezydent mogłem korzystać z helikoptera, dostawałem się pod skocznię dość szybko. Gdy z wysokości widziałem jednak korki na zakopiance, miałem wrażenie, że ludzie już nigdy nie wrócą do swoich domów. Zakopane stworzyło nieporównywalną jakość z innymi miejscami...
Także wieloletni dyrektor Pucharu świata w skokach narciarskich Walter Hofer podkreślił wyjątkowość atmosfery zakopiańskich konkursów:
 Spektakl – chyba to słowo najbardziej kojarzy mi się dzisiaj z zawodami w Zakopanem. Mogła być tam śnieżyca, mógł padać deszcz, mogło strasznie wiać albo świecić słońce, ale niezależnie od warunków atmosfera pod skocznią była niesamowita.
Niekiedy małyszomania przybierała formę agresywnego zachowania niektórych polskich kibiców, którzy m.in. wygwizdali i obrzucali śnieżkami ówczesnego głównego rywala Małysza - Svena Hannawalda. Miało to miejsce podczas konkursu w Zakopanem w 2002 roku oraz kilka tygodni później podczas konkursu Mistrzostw świata w lotach narciarskich w Harrachovie. Tego typu zachowania spotkały się z dezaprobatą Adama Małysza.

### Inicjatywa nadania herbu

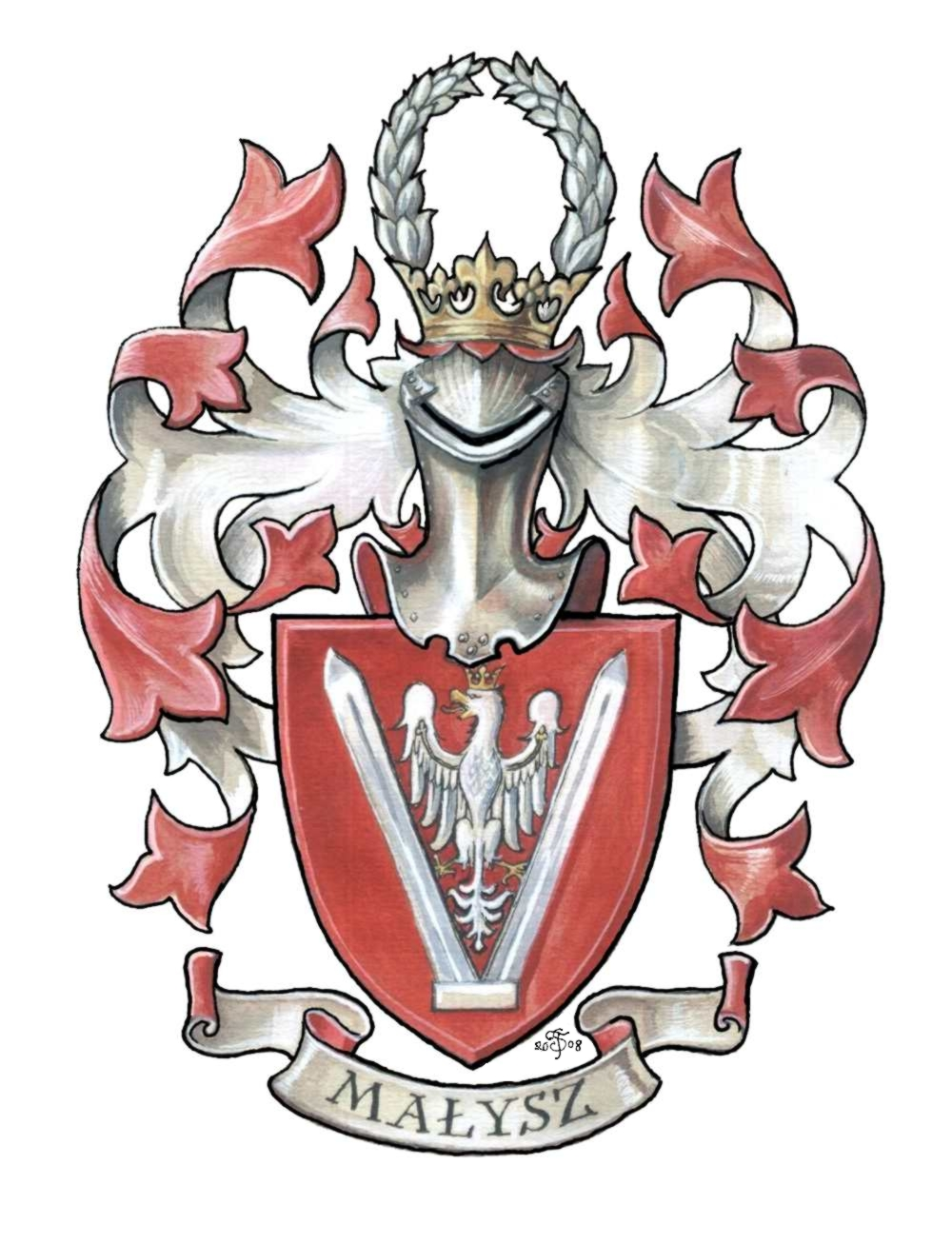

W 2007 r. niemiecki fanklub Adama Małysza z Maintal, z okazji 30 urodzin sportowca zainicjował zaprojektowanie dla niego herbu w firmie Nova Heroldia. Zlecenia podjął się heraldyk Andrzej Brzezina Winiarski, a Adam Małysz mimo początkowego sceptycyzmu, ostatecznie osobiście zaangażował się w tworzenie projektu. Rok później herb został zarejestrowany w Pierwszej Powszechnej Otwartej Księdze Herbowej Nova Heraldia pod numerem 031207. Nawiązuje on do średniowiecznych herbów mieszczańskich, jego głównym motywem są dwie narty, tworzące literę „V”, oraz wkomponowany w nie orzeł piastowski z koroną. Stworzenie herbu rodzinie Małyszów nie wiąże się jednak z nobilitacją. Małyszowie nie mają też pochodzenia szlacheckiego i nigdy nie posługiwali się herbem rodowym.

### Inne przejawy małyszomanii
Pod wpływem małyszomanii dużą popularność w Polsce zyskała wcześniej niszowa komputerowa gra zręcznościowa Deluxe Ski Jump, a także wzrosła atrakcyjność turystyczna rodzimej Wisły. Adamowi Małyszowi dedykowano filmy dokumentalne, piosenki i skecze kabaretowe. W języku potocznym rozpowszechniły się takie określenia jak bułka z bananem czy defekowanie metodą na Małysza. Wśród tytułów prasowych znajdowały się takie jak Król Adam I, Król Małysz I, Orzeł z Wisły czy Polski obiekt latający. 
W sprzedaży pojawiły się różnego rodzaju gadżety związane z osobą Adama Małysza, między innymi: breloki, kubki, kartki pocztowe, maskotki, plakaty i podkładki pod myszkę. W 2001 r. członkowie Stowarzyszenia Cukierników RP wykonali w Wiśle rzeczywistych wymiarów rzeźbę Małysza z białej czekolady (wysokość: 2,5 m, waga: 180 kg). W 2007 i 2012 r. została ona poddana renowacji przez przedsiębiorstwo E. Wedel.
W latach 2001-2003 w Wiśle odbywały się imprezy z cyklu Majówka z Małyszem.

### Wpływ małyszomanii na rozwój skoków narciarskich
Sukcesy Małysza wpłynęły na znaczący wzrost zainteresowania trenowaniem skoków narciarskich wśród dzieci i młodzieży (np. Jan Ziobro, Maciej Kot czy Jakub Wolny). Z myślą o nich powstał program Lotos Szukamy Następców Mistrza oraz cykl konkursów Lotos Cup. Pojawiło się zainteresowanie i wsparcie rozwoju dyscypliny przez sponsorów.
Maciej Kot tak wyjaśnia fenomen małyszomanii i wpływ mistrza na młodych skoczków:
I znikąd pojawił się Adam, skromny, niepozorny chłopak, który nie do końca odnajdował się w blasku kamer, wywiadów i mikrofonów. Ludzie pokochali jego skromność, naturalność. Polubili te przejęzyczenia.
Fala popularności rosła. Adam pochodzi z niedużego miasta, z zawodu jest dekarzem, wyższego wykształcenia wtedy nie miał. Piękna, bajkowa historia – ludzie chcieli to oglądać. Mam wrażenie, że te lata z Małyszem były jak serial, od którego nie można oderwać oczu i każdy czeka na kolejny odcinek i sezon. Potrafił wciągnąć jak najlepszy film czy książka. Serial z Adamem się nie nudził, kto zaczął oglądać, ten nie przestawał, wciągał się i tak to się nakręciło i napędziło. Poczuliśmy, że Polak potrafi, jego sukcesy opisywali najwybitniejsi dziennikarze, niekoniecznie związani ze sportem. Wszyscy poczuli ogromną dumę.
Byłem zafascynowany Adamem – skromny, chudy Polak z Wisły wdarł się do czołówki i spokojnie wygrywa zawody. Na tamte czasy to było nieprawdopodobne. Będąc już w miarę świadomym człowiekiem, widząc możliwości Adama i rywali, doceniałem jego osiągnięcia, bo dysproporcja była gigantyczna. Wygrane Adama były mocnym paliwem i motywacją dla młodych zawodników – że można dokonać czegoś ważnego i wyjątkowego. Od tamtego czasu Adam stał się autorytetem, zapomniałem o tych kładących się na nartach Japończykach albo latających Finach. Działał na wyobraźnię – mimo przeszkód dał radę, wspiął się na szczyt i pozostał na nim długie lata.

### Próba wyjaśnienia zjawiska
Źródeł tak wielkiej euforii i fascynacji w polskim społeczeństwie w pierwszych latach XXI wieku upatruje się m.in. w marazmie panującym w polskim życiu sportowym (brak sukcesów) oraz nagłym pojawieniu się wielkich i niespodziewanych sukcesów Adama Małysza, które stały się (podobnie jak ich autor) przedmiotem ogromnego zainteresowania mediów i kultury masowej. Wskazywano także na osobowość i cechy charakteru samego Małysza. Słynny żużlowiec Tomasz Gollob tak opisywał postać Małysza:
Jest, nie tylko z powodu nieprzeciętnych osiągnięć, ale także dzięki ujmującemu sposobowi bycia, wzorem dla wszystkich, którzy zaczynają przygodę ze sportem. Sukcesy nie przewracają mu w głowie, jest tak samo skromny jak w czasach, gdy nie wiodło mu się na skoczniach.
Naturalność zachowania Adama Małysza i unikanie „gwiazdorstwa” podkreśliła także dr hab. Halina Zdebska-Biziewska.
Według Włodzimierza Szaranowicza, Adam Małysz zaczynał jako idol kryzysowy, który miał nas wprowadzić jako ambasador wspaniałego skoku cywilizacyjnego do Europy.
Zbigniew Nęcki, psycholog społeczny, tak uzasadniał fenomen popularności skoczka z Wisły:
Rozmiary zwycięstw Małysza graniczą z cudem. Wyskoczył nimi ponad wszystkie nasze nieszczęścia – zgryzoty przegrywających piłkarzy, brak spektakularnych sukcesów na olimpiadzie... Sen o Janku Muzykancie realizuje się w Adamie, skromnym chłopcu z Wisły. (...) Ludzie nie tylko grzeją się ciepłem cudzych sukcesów, ale w ogóle mają potrzebę posiadania bohatera, kogoś, kto będzie autorytetem, kogo będą podziwiać.

## Epilog

### Benefis i akcja „Cała Polska nosi wąsy”

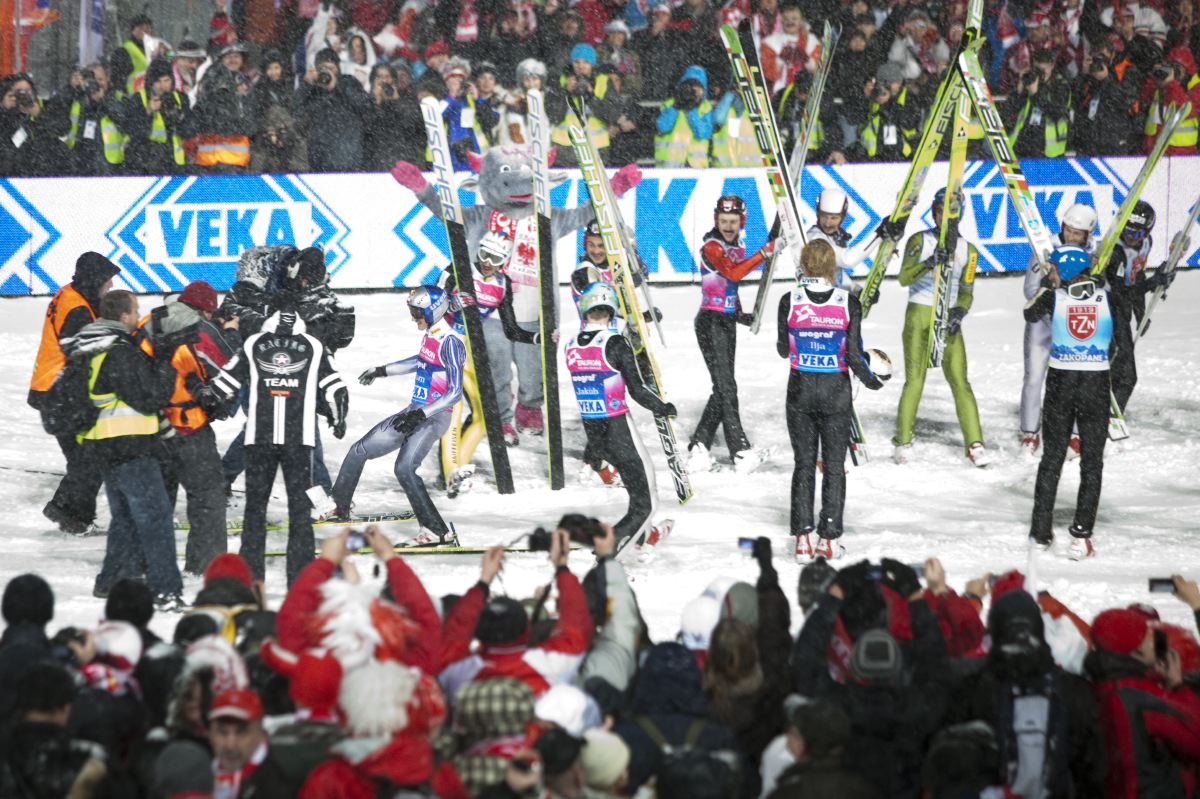
Ostatni skok Adama Małysza

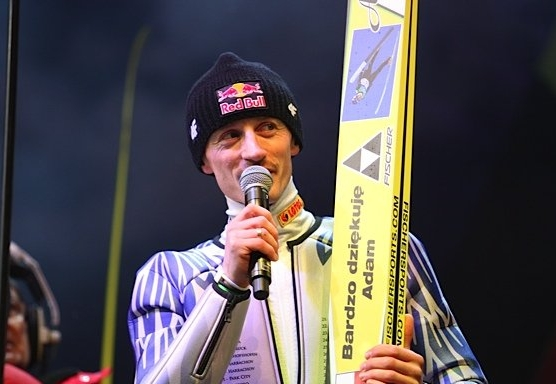
Małysz przemawia podczas Adam’s Bull’s Eye

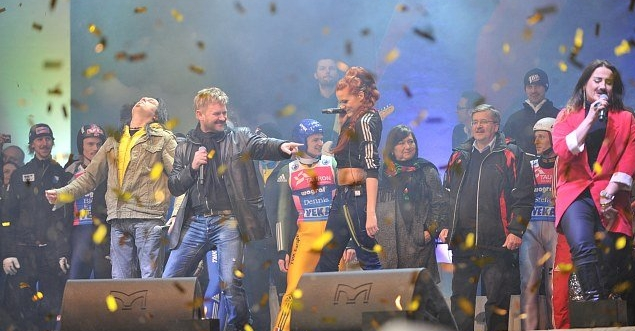
Koncert po benefisie

Z okazji zakończenia kariery skoczka narciarskiego, 26 marca 2011 r. odbył się benefis Małysza, zorganizowany przez szwajcarską spółkę Transcontinental Services AG i Testa Communications na Wielkiej Krokwi w Zakopanem. Oficjalna nazwa imprezy to „Adam’s Bull’s Eye” – miała ona polegać na skakaniu do wylosowanych wcześniej na kole fortuny odległości, od 120 do 134 metrów. Zawodnicy mogli samodzielnie wybrać belkę startową, z której chcieli skakać. Za trafienie w cel miało zostać przyznane 100 punktów, natomiast każdy metr różnicy oznaczałby 10 punktów mniej dla skoczka. Zawody nie doszły do skutku z powodu niekorzystnych warunków atmosferycznych (obfite opady śniegu i zmienne podmuchy wiatru). Zaproszeni skoczkowie zjechali wspólnie z zeskoku, po czym jedenastu z nich wykonało niemierzone skoki. Małysz skoczył jako ostatni, około godziny 19:12, lądując w granicach 120 metrów. Po wylądowaniu przejechał pod szpalerem z nart utworzonym przez skoczków. Kamil Stoch i Stefan Hula, podnieśli go i na ramionach nosili wokół zeskoku.

Widać, że niebiosa nie chcą żeby pan zakończył karierę sportowca. My też tego nie chcemy. Pragniemy dzisiaj panu podziękować za wszystkie piękne wzruszenia, za poczucie dumy, które wiązało się zawsze z każdym pańskim sukcesem. A było poczuciem dumy wszystkich w Polsce.

Na zawodach pojawili się Polacy Kamil Stoch, Piotr Żyła, Maciej Kot, Marcin Bachleda, Stefan Hula i Adam Cieślar, Rosjanie Ilja Roslakow, Dienis Korniłow, Niemcy Martin Schmitt i Michael Uhrmann i Austriacy Thomas Morgenstern, Gregor Schlierenzauer, Martin Koch oraz Witalij Szumbareć, Matti Hautamäki, Bjørn Einar Romøren, Simon Ammann i Jakub Janda. Dodatkowo pojawili się bez czynnego udziału Andreas Goldberger i Sven Hannawald. Nie było niektórych zaproszonych skoczków: Andreasa Koflera, Janne Ahonena, a także wielu reprezentantów Norwegii, którzy startowali na odbywających się w tym czasie mistrzostwach Norwegii, m.in. Toma Hildego.
26 marca odbył się także specjalny odcinek programu telewizyjnego Kawa czy herbata?, emitowany z Zakopanego, do którego zaproszono Małysza. Rozmawiano z nim o jego karierze, jej zakończeniu i własnym życiu. Wręczono mu prezenty – m.in. złoty telewizor i pamiątkowy kostium skoczka z wymienionymi zwycięstwami. Zaproszono go też na śniadanie, gdzie serwowane były jego ulubione dania. Na śniadanie zaproszono także jego rodzinę, komentatorów sportowych, skoczków i trenerów. W dniu benefisu podczas uroczystej sesji rady miasta, Adamowi Małyszowi został nadany tytuł honorowego obywatela Zakopanego.
W trakcie benefisu odbył się koncert, w trakcie którego wystąpili: Wilki, Brathanki, Blue Cafe, Kasia Wilk, Piotr Cugowski, Patrycja Markowska, Grzegorz Skawiński oraz Papa Dance. Odbyły się też akrobacje śmigłowcem i pokaz skoków spadochronowych.
Na benefisie obecny był prezydent RP Bronisław Komorowski wraz z pierwszą damą Anną Komorowską.
26 marca 2011 odbyła się akcja powiązana z benefisem polskiego skoczka – Cała Polska nosi wąsy.

Ciemny, jasny, prosty, zakręcony, sumiasty, czy na muszkietera, naturalny, czy doklejany – będzie liczył się każdy wąs. Chcemy w ten sposób wyrazić naszą ogromną sympatię, solidarność z Adamem i podziękować mu za wiele lat wspaniałych skoków.

Wielu skoczków, trenerów i kibiców miało tego dnia, na wzór Małysza, zapuszczone lub doklejone wąsy.
Do akcji dołączyły także osoby publiczne niezwiązane z organizacją benefisu, jak choćby prezenterzy telewizyjni – Maciej Orłoś w Teleexpressie, Piotr Kraśko w Wiadomościach, czy Hubert Urbański w programie Bitwa na głosy.

### Małyszomania dzisiaj

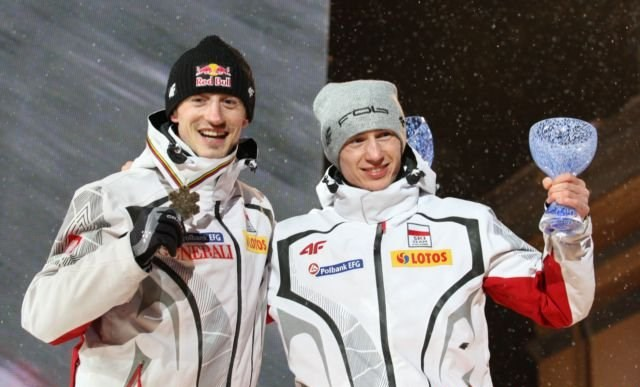
Adam Małysz i Kamil Stoch podczas ceremonii medalowej mistrzostw świata w Oslo w 2011 r.

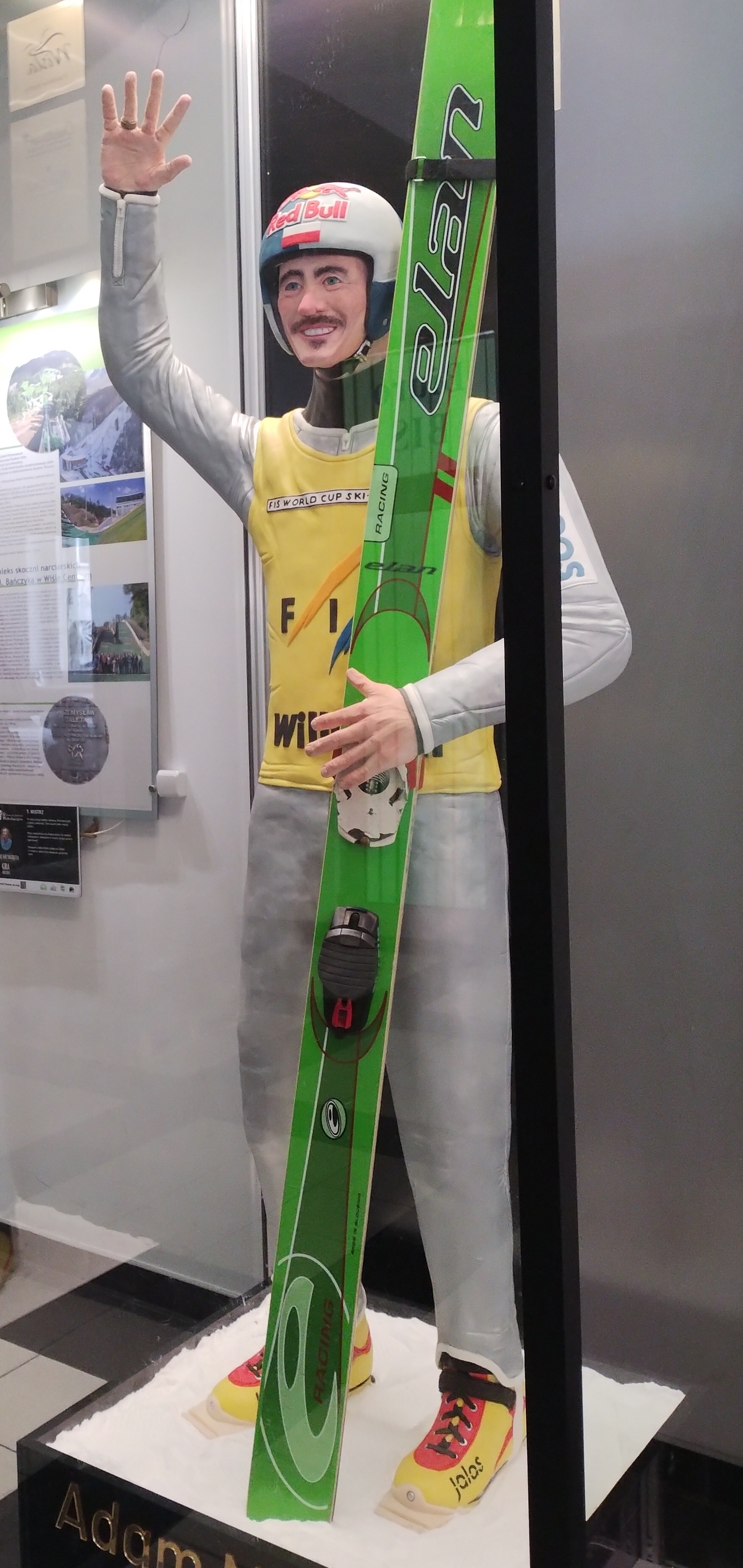
Czekoladowa rzeźba Adama Małysza

Szczyt małyszomanii przypadał na lata 2001–2004. Duże zainteresowanie skokami narciarskimi w Polsce po zakończeniu kariery sportowej przez Małysza utrzymywało się nadal za sprawą sukcesów Kamila Stocha, uważanego za następcę Małysza. W obiegu medialnym powstało pojęcie stochomanii. Według badania agencji Pentagon Research przeprowadzonego w 2020 r. Małysz (pomimo zakończenia kariery) był najbardziej rozpoznawalnym polskim sportowcem. Regularnie zapraszany jest do stacji telewizyjnych jako ekspert do spraw skoków narciarskich.
W Wiśle funkcjonuje galeria, w której zgromadzono sportowe trofea i pamiątki związane z Małyszem (wśród nich: medale Igrzysk Olimpijskich w Salt Lake City i Vancouver, medale Mistrzostw Świata, Kryształowe Kule Pucharu Świata).
W 2019 roku został, wspólnie z Justyną Kowalczyk, zwycięzcą plebiscytu Gwiazda 100-lecia PZN. Adam Małysz komentując wynik plebiscytu powiedział:
Szczyt "Małyszomanii" to piękny okres z perspektywy czasu, ale i bardzo obciążający czas dla mnie i moich bliskich. Nie mogliśmy poruszać się publicznie, ale to sprawiło, że po zakończeniu kariery nadal jestem osobą rozpoznawalną i dalej jestem doceniany. Trofeum zdobyte na gali 100-lecia PZN jest też wynikiem poświęcenia w tamtych latach, kiedy nie było mediów społecznościowych. Mimo tego, ludzie i tak kochali, a sam każdego tygodnia dostawałem worki pełne listów. Cała rodzina pracowała nad tym, aby odpisywać kibicom i wysyłać autografy. Dziś mogę być tylko dumny, że wciąż docenia się moją pracę.
11 listopada 2021 r. TVN wyemitował specjalną audycję Małyshowmania z okazji 20-lecia zwycięstwa w Turnieju Czterech Skoczni. Gospodarzem show był Michał Kempa, zaś gośćmi specjalnymi - Andreas Goldberger i Thomas Morgenstern.
W 2021 r. Międzynarodowa Unia Astronomiczna, na wniosek polskich astronomów Michała Kusiaka i Michała Żołnowskiego, nadała planetoidzie trojańskiej 25937 nazwę Małysz.
W kwietniu 2023 w Wiśle odsłonięto nowy pomnik przedstawiający Adama Małysza, który został wykonany z kolorowej czekolady plastycznej. Rzeźba ma ponad 3 metry i prezentowana jest w Domu Zdrojowym.

## Filmy dokumentalne
O Adamie Małyszu powstało kilka filmów dokumentalnych, wśród nich:
- Małyszomania. Kochaj i rzuć - dwuczęściowy film dokumentalny (2021)
- Życie na podium - jeden z odcinków serii dokumentalnej poświęcono Adamowi Małyszowi (2017)
- Adam Małysz – skok do historii (2011)
- Adam Małysz – niezapomniane skoki (2011)
- Adam Małysz – filozofia sukcesu (2010)
- Potęga skoku (2002)
- Adam jest nasz (2001).

## Książki
Osobie Adama Małysza oraz jego sukcesom i popularności zostały poświęcone następujące książki:
- Praca zbiorowa pod redakcją Szymona Krasickiego i Kazimierza Chojnackiego :Sporty zimowe u progu XXI wieku oraz tradycje i perspektywy Zakopanego, Akademia Wychowania Fizycznego im. Bronisława Czecha, 2001
- Jerzy Andrzejczak, Maciej Wesołowski: Adam Małysz. Batman z Wisły, Wydawnictwo Iskry, 2002
- wywiad-rzeka Moje życie - Adam Małysz, Wydawnictwo M, 2004
- Radosław Nawrot, Krzysztof Wyrzykowski: Adam Małysz. Tajemnica profesora Żołądzia (z serii Sławni polscy olimpijczycy), wydawnictwo Agora, 2008
- Jacek Konikowski, Droga przez pasję Adam Małysz Justyna Kowalczyk, Lotos, 2010
- Cezary Żbikowski: Skoki narciarskie. Historia lat 2006-2008. Rozważania o małyszomanii, nartach i górach, wydawnictwo E-bookowo, 2012
- Jarosław Kaczmarek: Skoczkowie. Tajemnice mistrzów, wydawnictwo Egmont Polska, 2018

## Reklama i marketing
Popularność Małysza została wykorzystana także przez reklamodawców. Adama Małysz brał udział (w trakcie i po zakończeniu kariery sportowej) w wielu reklamach i kampaniach marketingowych, wśród nich:
- Reklama okien Veka
- Ambasador marki Audi w Polsce
- Reklama Poczty Polskiej
- Reklama herbaty Teekanne
- Reklama zupy Winiary
- Reklama Totalizatora Sportowego
- Reklama i ambasadorstwo firmy Generali w Polsce
- Reklama czekolady Goplana
- Kampania marketingowa "Kredyt na teraz" Banku Pocztowegoo[55]
- Reklama sieci Play[56]
- Kampania reklamowa Generali
- Reklama Idea Centertel[57]
- Ambasador ZF Aftermarket (od 2018)[58]

## Odniesienia w kulturze masowej

### Seriale
Postać Adama Małysza pojawia się też w kilku serialach komediowych:
- Świat według Kiepskich – Adamowi Małyszowi jest poświęcony cały 169. odcinek (jest tam nazywany „Adamem Miłoszem”), w kilku innych odcinkach jest wspominany.
- Miodowe lata – w specjalnym odcinku z 2002 roku pod tytułem „Bardzo białe Boże Narodzenie”, główni bohaterowie jadą na zawody Pucharu Świata do Zakopanego, aby kibicować Małyszowi, co uważają za patriotyczny obowiązek każdego Polaka. Skoczek jest też wspominany w kilku innych odcinkach tego serialu.
- Szpital na perypetiach – w 9. odcinku pojawia się sobowtór Adama Małysza sprowadzony przez lekarzy, aby pokazać, że w szpitalu leczą się sławni ludzie.
- Święta wojna – postaci Adama Małysza i ogólnie skokom narciarskim jest poświęcony cały odc. 56 pod tytułem „Śląski batman”.
- Włatcy móch – w 109. odcinku serialu młodzi bohaterowie chcą pójść w ślady „Adama Małamysza”.
- Pod gradobiciem pytań – Adam jest uczestnikiem popularnego animowanego talkshow, występuje tutaj jako Adam Mariusz, wcześniej jako Adam Mojżesz.

### Muzyka
Z myślą o Adamie Małyszu powstało również kilka piosenek:
- Antoś Szprycha – „Adam z Wisły mistrzem świata” (2001)
- Golec uOrkiestra – „Zwycięstwo” (2002)
- Resort K-ce – „Skacz jak Adam Małysz”
- Studio Bomba Crew – „Leć Adaś Leć”
- Patrycja Markowska, Kasia Wilk, Piotr Cugowski i Grzegorz Skawiński (muzykę skomponował Filip Siejka, słowa napisał Ryszard Kunce) – „Skaczemy dla Ciebie” (2011).
- Tymon & The Transistors – „Adam M.” (2004)
- Nietrzask – „Adam Małysz" (2022)